# Els Vilars d'Engordany

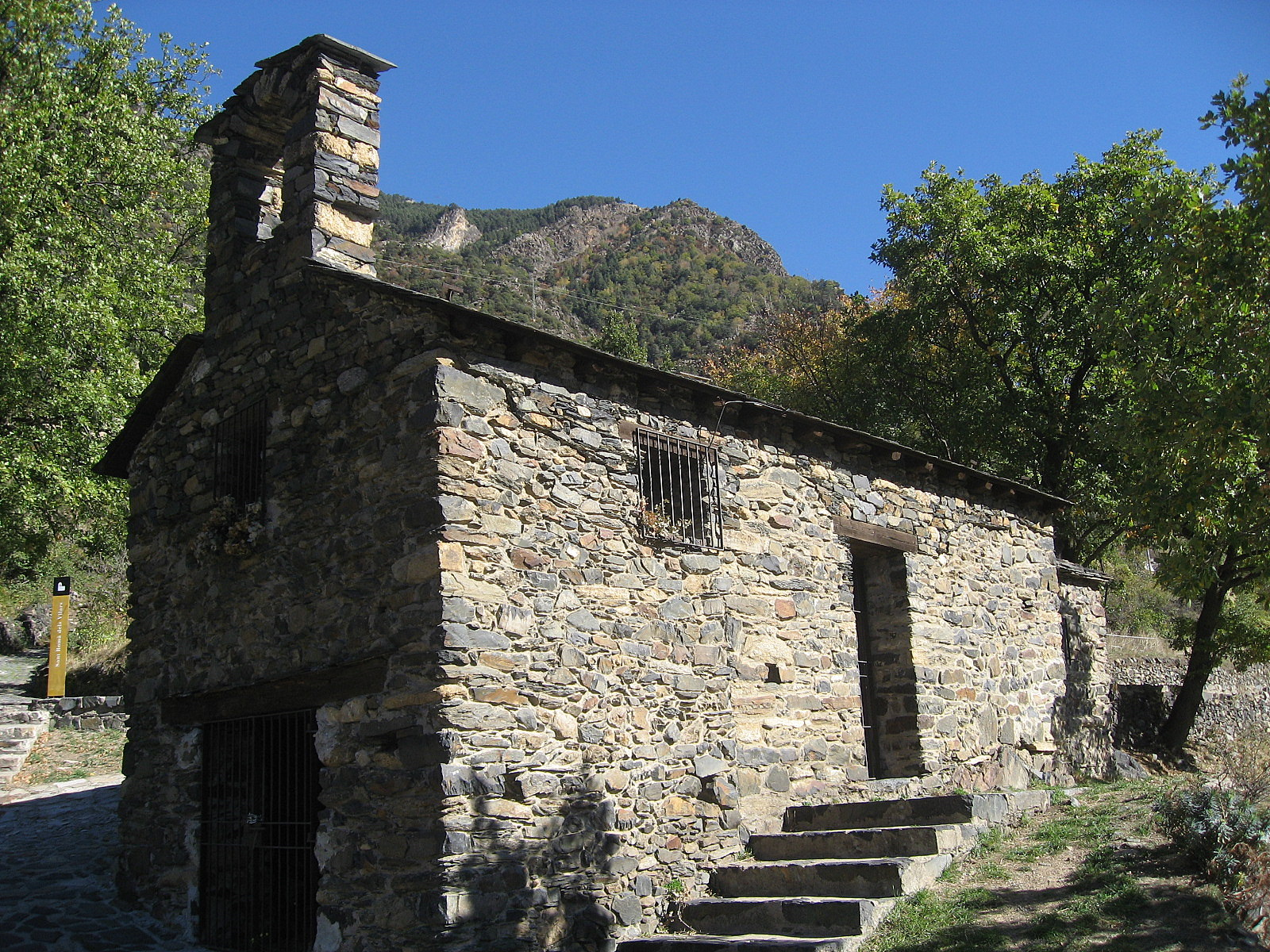
Església de Sant Romà dels Vilars

Els Vilars d'Engordany és un petit nucli de la parròquia d'Escaldes-Engordany (Andorra). Es troba al nord d'Engordany, enfilant-se pels vessants del pic de Padern. S'hi pot trobar l'església preromànica de Sant Romà dels Vilars del segle x, sent una de les esglésies més antigues d'Andorra.
Al nord-oest del nucli hi ha l'antic camí de la Massana.